# Loranca (métro de Madrid)
Loranca est une station de la ligne 12 du métro de Madrid. Elle est située sous l'avenue Pablo-Iglesias, à Fuenlabrada, dans la communauté de Madrid.

## Situation sur le réseau
Établie en souterrain, la station Loranca est située sur la ligne 12 du métro de Madrid, entre Hospital de Fuenlabrada et Manuela Malasaña.

## Histoire
La station est inaugurée le 11 avril 2003, à l'occasion de la mise en service de la ligne.